# Liste österreichischer Filmregisseure
Die Liste österreichischer Filmregisseure beinhaltet österreichische oder österreichischstämmige Regisseure die mehr als einen Kinolangspiel- oder -dokumentarfilm inszeniert haben. Viele Regisseure waren in mehr als einem der angeführten Zeitabschnitte als Regisseur aktiv. Eingeordnet sind sie in der Epoche, in der sie erstmals bei einem Kinofilm Regie geführt haben. Die deutschen Filmregisseure befinden sich in der Liste deutscher Filmregisseure.

## Stummfilm (1906–1930)
Spielfilm: Willi Alexander, Alexander Arakoff, Richard Arvay, Artur Berger, Eduard von Borsody, Julius von Borsody, Johannes Brandt, Julius Brandt, Hans Karl Breslauer, Michael Curtiz, Géza von Cziffra, Paul Czinner, Alfred Deutsch-German, Karl Ehmann, Hugo Eywo, Friedrich Fehér, Franz Ferdinand, Felix Fischer, Jakob Fleck, Luise Fleck, Fritz Freisler, Walter Friedemann, Carl Rudolf Friese, Ernst Robert Friese-Skuhra, Norbert Garay, Karl Gebhardt, Willi Godlewsky, Arthur Gottlein, J. H. Groß, Josef Halbritter, Alfred Halm, Emmerich Hanus, Heinz Hanus, Karl Hartl, Julius Herzka, Rudolf Herzog, Cornelius Hintner, Franz Höbling, Arthur Holz, Hans Homma, Wilhelm August Jurek, Emil Justitz, Wilhelm Klitsch, Erich Kober, Eduard Köck, Franz Köhler, Anton Kolm, Alexander Kolowrat-Krakowsky, Alexander Korda, Heinrich Korff, Fritz Kortner, Otto Kreisler, Georg Kundert, Alfred Lampel, Robert Land, Fritz Lang, Henry Lehrman, Karl Hans Leiter, Franz Leitner, Emil Leyde, Edmund Loewe, Hans Otto Löwenstein, Viktor Lustig, Ernst Marischka, Hubert Marischka, Joe May, Paul Merzbach, Gustav Aurel Mindszenty, Maurice Armand Mondet, Max Neufeld, G. W. Pabst, Arnold Pressburger, Rolf Randolf, Hanns Schwarz, Johann Schwarzer, Paul Ludwig Stein, Wilhelm Thiele, Gustav Ucicky, Claudius Veltée, Berthold Viertel, Rudolf Walther-Fein, Robert Wohlmuth, Mano Ziffer-Teschenbruck, Rudolf del Zopp
Trickfilm: Peter Eng, Ladislaus Tuszyński, Hans Berger
Dokumentarfilm: Joseph Delmont, Bruno Lötsch, Leopold Niernberger (Aufklärungsfilm), Richard Oswald

## Früher Tonfilm (1929–1959)
Spielfilm: Otto Ambros, Franz Antel, Alfons Benesch, Rudolf Bernauer, Géza von Bolváry, Siegfried Breuer, Rudolf Carl, E. W. Emo, Walter Felsenstein, Walter Firner, Willi Forst, Wilfried Frass, Wolfgang Glück, Leopold Hainisch, Herbert Heidmann, Hans Herbert, Eduard Hoesch, Ernst Hofbauer, Paul Hörbiger, J. A. Hübler-Kahla, Otto Kanturek, Rudolf Katscher, Georg C. Klaren, Walter Kolm-Veltée, Viktor Korger, Karl Kurzmayer, Anton Kutter, Reginald Le Borg, Alfred Lehner, Wolfgang Liebeneiner, Paul Löwinger, Franz Marischka, Georg Marischka, Ann Matzner, Adi Mayer, Rudolf Meinert, Kurt Meisel, Gerhard Menzel, Ernst Neubach, Otto Preminger, Herbert Rappaport, Gottfried Reinhardt, Harald Reinl, August Rieger, Hans Schott-Schöbinger, Hanns Schwarz, Alfons Stummer, Georg Tressler, Billy Wilder, Fred Zinnemann
Dokumentarfilm: Hans Hass, Herbert Heidmann, Max Zehenthofer

## 1960er bis 1990er
Spielfilm: Josef Aichholzer, Michael Albrecht, Houchang Allahyari, Helmuth Ashley, Walter Bannert, Ruth Beckermann, Christian Berger, Karin Berger, Dieter Berner, Uwe Bolius, Karin Brandauer, Herbert Brödl, Gandolf Buschbeck, Michael Cencig, John Cook, Axel Corti, Walter Davy, Diego Donnhofer, Robert Dornhelm, Peter Dörre, Jörg A. Eggers, Hans Fädler, Bernhard Frankfurter, Frits Fronz, Leo Gabriel, Michael Gautsch, Michael Glawogger, Wolfgang Glück, Franz Josef Gottlieb, Andreas Gruber, Werner Grusch, Götz Hagmüller, Peter Hajek, Peter Handke, Michael Haneke, Paul Harather, Erich Heindl, Margareta Heinrich, Wilhelm Hengstler, Edith Hirsch, Herbert Holba, Hans Hollmann, Josef A. Holman, Theo Hörmann, Peter Ily Huemer, Egon Humer, Sepp Jahn, Gerhard Janda, Alfred Kaiser, Gerald Kargl, Klaus Karlbauer, Andreas Karner, Manfred Kaufmann, Peter Keglevic, Peter Kern, Kitty Kino, Gerhard Kleindl, Gerhard Koenig, Käthe Kratz, Michael Kreihsl, Ernst Josef Lauscher, Fritz Lehner, Alexander Leidenfrost, Hermann Leitner, Alexander Lepeniotis, Wolfgang Lesowsky, Nikolaus Leytner, Georg Lhotsky, Niki List, Leopold Lummerstorfer, Mansur Madavi, Paulus Manker, Peter Mazzuchelli, Otto Muehl, Manfred Müller, Kurt Nachmann, Manfred Neuwirth, Alfred Ninaus, Ruth Ninaus, Franz Novotny, John Olden, Rolf Olsen, Peter Patzak, Wolfram Paulus, Michael Pfeifenberger, Michael Pilz, Julian Pölsler, Ferry Radax, David Ruehm, Stefan Ruzowitzky, Eddy Saller, Peter Sämann, Reinhard Schwabenitzky, Ulrike Schweiger, Ulrich Seidl, Götz Spielmann, Lukas Stepanik, Angela Summereder, Michael Synek
experimenteller Film: Titus Leber, Mara Mattuschka, Bady Minck, Ferry Radax, Ernst Schmidt jr., Hubert Sielecki, Stefan Stratil, Virgil Widrich
Dokumentarfilm: Alfons Benesch, Egon Humer, Hubert Sauper, Alexander Schukoff, Heinz Trenczak, Walter J. Zupan, Said Manafi

## Nach 1990
Spielfilm: Barbara Albert, Werner Bauer, Helmut Berger, Haris Bilajbegovic, Reinhold Bilgeri, Klaus Maria Brandauer, Peter Brunner, Leo Bauer, Bernt Capra, Xaver Challuper, Andrea Maria Dusl, Barbara Eder, Eduard Erne, Gerhard Ertl, Jakob M. Erwa, Florian Flicker, Adrian Goiginger, Kurt Haspel, Jessica Hausner, Florian Henckel von Donnersmarck, Hans Peter Heinzl, Daniel Helfer, Sabine Hiebler, Walter Hiller, Edgar Honetschläger, Leopold Huber, Viktor Jaschke, Reinhard Jud, Jürgen Kaizik, Jörg Kalt, Kenan Kılıç, Kevin Kopacka, Helmut Köpping, Nina Kusturica, Max Linder, Ruth Mader, Werner Masten, Gabriele Mathes, Andrina Mračnikar, Wolfgang Murnberger, Bernd Neuburger, Peter Payer, Robert Adrian Pejo, Andreas Prochaska, Danielle Proskar, Michael Riebl, Thomas Roth, Anja Salomonowitz, Hubert Sauper, Elisabeth Scharang, Christopher Schier, Michael Pfeifenberger, David Schalko, Harald Sicheritz, Michael Sturminger, Antonin Svoboda, Mirjam Unger, Ludwig Wüst, Alexander Bruckner, Hans Weingartner, Wolfgang Ritzberger, Peter Schröder
Spiel- und Dokumentarfilm: Monja Art, Katharina Copony, Tizza Covi, Sabine Derflinger, Barbara Eder, Gabriele Neudecker, Veronika Franz, Rainer Frimmel, Christian Frosch, Nikolaus Geyrhalter, Helmut Grasser, Martina Kudláček, Stefan A. Lukacs, Katharina Mückstein, Paul Poet, Goran Rebić, Arash Riahi, Arman T. Riahi, Karl-Martin Pold, Bernhard Sallmann, Klaus T. Steindl, Günter Schwaiger